# Jonny Quest
Jonny Quest, anche noto come The Adventures of Jonny Quest, è una serie televisiva animata statunitense del 1964, creata da Doug Wildey e prodotta dalla Hanna-Barbera e Screen Gems.
Ispirata ai radiodramma e ai fumetti di genere azione-avventura, la serie segue le vicende di Jonny che accompagna suo padre Benton, uno scienziato, in diverse avventure. Jonny Quest presenta animazione, personaggi e storie più realistici rispetto alle precedenti serie animate della Hanna-Barbera.

## Trama
Jonny è un ragazzino che accompagna il padre scienziato, assieme alla guardia del corpo Race Bannon e all'amico Hadji, in una serie di avventure in giro per il mondo, sempre rivolte a sventare qualche malvagia cospirazione.

## Episodi
| Stagione       | Episodi | Prima TV USA | Prima TV Italia |
| -------------- | ------- | ------------ | --------------- |
| Prima stagione | 26      | 1964-1965    | 1970            |

## Personaggi e doppiatori
- Jonathan "Jonny" Quest, voce originale di Tim Matheson, italiana di Giuliano Giacomelli.
- Dott. Benton C. Quest, voce originale di John Stephenson (ep. 1-5) e Don Messick.
- Roger T. "Race" Bannon, voce originale di Mike Road, italiana di Ennio Balbo.
- Hadji Singh, voce originale di Danny Bravo.
- Bandit, voce originale di Don Messick.
- "Jezebel" Jade, voce originale di Cathy Lewis.

## Produzione
Dopo aver lavorato alla serie animata Space Angel per Cambria Productions nel 1962, il fumettista Doug Wildey ha trovato lavoro presso gli studi della Hanna-Barbera, che gli ha chiesto di progettare una serie con protagonista il personaggio radiofonico Jack Armstrong di Jack Armstrong, the All-American Boy. Wildey ha quindi scritto e disegnato una presentazione per le riviste Popular Science, Popular Mechanics e Science Digest "per proiettare cosa sarebbe accaduto tra dieci anni", ideando e aggiornando fantasiosamente dei veicoli.
Successivamente, la Hanna Barbera ha dovuto rielaborare il progetto originale, portando il fumettista a disegnare il personaggio di Jonny Quest. Per l'ispirazione ha attinto ai film di Jackie Cooper e Frankie Darro, il fumetto Terry e i pirati di Milton Caniff e, per volere di Hanna-Barbera, il film Agente 007 - Licenza di uccidere con James Bond. Come descritto da Wildey nel 1986, il produttore Joseph Barbera aveva visto il primo film su James Bond e "voleva inserire cose come i numeri 007". L'idea è stata quindi inserita nel primo episodio di Jonny Quest, originariamente intitolato Jonny Quest File 037, tuttavia è stata successivamente accantonata. Tra i titoli utilizzati durante lo sviluppo della serie ci sono The Saga of Chip Baloo e Quest File 037. Il nome Quest è stato successivamente scelto da un elenco telefonico.

## Distribuzione
La serie è stata trasmessa per la prima volta negli Stati Uniti su ABC dal 18 settembre 1964 all'11 marzo 1965, per un totale di 26 episodi ripartiti su una stagione.
Nel 1986 è stata prodotta una nuova serie animata dal titolo The New Adventures of Jonny Quest, come parte della seconda stagione di The Funtastic World of Hanna-Barbera. Nel 1996 è stata prodotta un'altra serie basata sulla serie intitolata Le avventure di Jonny Quest.

## Altri media

### Cinema
Nel maggio 2015 la Warner Bros. incarica il regista Robert Rodriguez di portare sullo schermo una versione live action della serie. Rodriguez riscriverà assieme a Terry Rossio la sceneggiatura, la cui prima stesura (appartenente alla Blacklist ovvero la raccolta delle migliori sceneggiature non prodotte) è opera di Dan Mazeu. Successivamente, la regia viene affidata a Chris McKay.